# August von Gödrich
August Edler von Gödrich (født 25. september 1859 i Gerlsdorf, Østrig-Ungarn, død 16. marts 1942 i Fulnek), også kendt som August Gödrich og Anton (von) Gödrich, var en tysk cykelrytter. Han deltog i de første olympiske lege i 1896 i Athen.
Gödrich deltog i landevejsløbet ved legene. Der var 24 tilmeldte deltagere, men blot syv er registreret for at have deltaget. Løbet var på 87 kilometer og fulgte ruten fra maratonløbet ved legene, idet der blev kørt fra Athen til Marathon og tilbage igen. Undervejs skulle deltagerne underskrive et dokument i Marathon for at verificere, at de havde passeret yderpunktet.
Feltet fulgtes på udturen til Marathon, men på tilbagevejen skete der en opsplittelse, blandt andet på grund af flere styrt. Grækeren Aristidis Konstantinidis styrtede således tre gange, mens Gödrich styrtede to gange og var nødt til at låne en ny cykel i et af tilfældene. Da Konstantinidis punkterede i udkanten af Athen, blev han overhalet af briten Edward Battel. Grækeren kom tilbage og indhentede Battel, men havde igen uheld. Han lånte derpå en cykel og indhentede igen Battel, der var helt udmattet af at prøve at holde Konstantinidis bag sig, så sidstnævnte overhalede ham og kom først i mål i tiden 3:21:10 timer, mens Gödrich blev nummer to i tiden 3:42:18. Battel nåede akkurat i mål på en tredjeplads.
Ved OL 1936 i Berlin var Gödrich inviteret af arrangementskomiteen som æresgæst. Han valgte at cykle hele vejen fra Fulnek til Berlin, en distance på 550 km, på trods af, at han på det tidspunkt var 76 år gammel.